# Млади мутанти нинџа корњаче (ТВ серија из 1987)
Млади мутанти нинџа корњаче (енгл. Teenage Mutant Ninja Turtles) је америчка цртана серија коју је створила фирма Murakami-Wolf-Swenson Film Productions Inc. Америчку премијеру је имала 10. децембра 1987. године. Снимљене су 193 епизоде, које су омогућиле овим ликовима да стекну огромну популарност. Серија заснива на истоименом стрипу Кевина Истмана и Питера Лерда, мада се теме знатно разликују од релативно суморних мотива из стрипа како би биле прикладне за децу — примера ради, у оригиналном стрипу Јоши убија Сакијевог брата Нагија јер му је овај, љубоморан, замало убио жену, и стога обешчашћен одлази у егзил у Њујорк где га проналази Саки и убија њега и жену, након чега му кућни љубимац Сплинтер бежи у канализацију.

## Синопсис
У Јапану постоји клан нинџи под називом Стопало, који је предводио часни учитељ Хамато Јоши. Захваљујући подмуклој подвали једног од његових ученика — Орокуа Сакија — Јоши бива осрамоћен и протеран из клана, те сели у Њујорк где почиње да живи у канализацији. Једнога дана, непознати дечак који је носио акваријум са четири корњаче случајно се саплеће и пушта их у канализацију, где падају код Јошија. После неког времена, Јоши налази корњаче прекривене ружичастом светлуцавом смесом која чини то да се корњаче, пошто су непосредно пре тога биле у контакту са Јошијем, претворе у људолике корњаче, а да Јоши, који је непосредно пре тога био у контакту са пацовима, постане људолики пацов који себи даје ново име Сплинтер (енглеска реч за ивер, што је и било првобитно Сплинтерово име у преводу РТБ).
Јоши усваја четири корњаче као своје синове и учи их вештини нинџи. Даје им имена по својим омиљеним ренесансним уметницима: Леонардо, Микеланђело, Рафаел, и Донатело. Свака нинџа корњача носи маску одређене боје и специјализује у руковању одређеним оружјем.
Корњаче убрзо упознају Ејприл О'Нил — новинарку Канала 6 коју спашавају од групе силеџија. Сазнају да силеџије раде за зликовца Секача, који је заправо Јошијев стари непријатељ, Ороку Саки. Секач открива корњачама и Сплинтеру да је одговоран за њихову мутацију — наиме, Саки је пратио Јошија до Њујорка и њега и корњаче изложио поменутом мутагену, који претвара људе у животиње с којима су непосредно пре тога били у контакту.
У међувремену се Секач удружио са злим тиранином Крангом, који је протеран из Димензије икс и који је обезбедио Секачу врхунску технологију и арсенал оружја који се налази у њиховој покретној бази Технодром. Заузврат је Секач направио Крангу андроидско тело и помаже му у његовим разноразним пројектима.
Сазнавши истину, корњаче постају хероји, вечито спречавајући Секача да оствари своје планове.

## Ликови

### Нинџа корњаче
- Леонардо: Корњача која носи плаву маску. Незванични вођа екипе. Најхрабрији и најблискији са Сплинтером. Интересују га борилачке вештине. Његово оружје су катане. Глас му позајмљује Кем Кларк.
- Донатело: Корњача љубичасте маске. Носи бо-штап. Генијални проналазач и технолошки штребер. Најмање насилан од свих Корњача, преферира ум уместо песница. Глас му позајмљује Бери Гордон.
- Рафаело: Корњача црвене маске чија су оружја саи. Велики је шаљивџија, пун сарказма и ароганције. Глас му позајмљује Роб Полсен.
- Микеланђело: Корњача са наранџастом маском, која барата нунчакама. Најнезрелији у екипи и најнеозбиљнији. Највише га занима да једе пицу и да се добро проводи. Користи доста сленга у свом говору и извор је већине узречица коју екипа користи. Глас му позајмљује Таунсенд Колмен.

### Остали
- Сплинтер: Рођен као Хамато Јоши, строг и мудар учитељ, он је мутантски пацов који је истренирао Корњаче. Глас му позајмљује Питер Ренедеј.
- Ејприл О'Нил: Црвенокоса репортерка Канала 6 која је открила јазбину Корњача и постала њихов највећи пријатељ. Глас јој позајмљује Рене Џејкобс.
- Секач: Највећи непријатељ Корњача, рођен као Ороку Саки. Секач носи костим прекривен металним клинцима, плашт, метални шлем и маску. У ретким приликама, скида своју маску и открива лице. Глас му позајмљује Џејмс Ејвери (познат по улози Тече Фила у серији Млади Принц од Бел Ера).
- Кранг: Мозак без тела ; злочинац из Димензије Икс прогнан као наказа. Кранг обично ради у великом роботском телу и управља њиме командама које се налазе у торзоу. Глас му позајмљује Патрик Фрејли.
- Бибоп и Рокстеди: Некада обичне градске пропалице док их Секач није подвргнуо мутацији, претворио их у дивљег вепра и носорога, и запослио их као главне помоћнике. Глупи су, смотани и готово увек неспособни за борбу против Корњача. Гласове им позајмљују Бери Гордон и Кем Кларк.
- Нинџа Стопала: Војска нинџа робота под Секачевим вођством.
- Ирма: Помоћница Канала 6 и Ејприлина најбоља пријатељица. Ирма је опседнута мушкарцима, али је такође пријатељ Корњача. Глас јој позајмљује Џенифер Дарлинг.
- Вернон: Сујетна, себична кукавица који је такође репортер Канала 6 и Ејприлин главни супарник. Глас му позајмљује Питер Ренедеј.
- Берн Томпсон: Главни уредник Канала 6 и шеф Ејприл, Ирме и Вернона.

### Споредни
Списак популарних ликова али који су се ретко појављивали:
- Кејси Џонс: Осветник, пријатељ Корњача. Носи хокејашку маску и наоружан је палицом.
- Бакстер Стокман: Луди научник који је помагао Секачу док га овај није претворио у муву и од тада је постао самосталан зликовац.
- Краљ Пацова: Зликовац који обитава у канализацији и способан да комуницира са пацовима.
- Зак: Дечак који воли Корњаче и жели да буде Корњача. Корњаче га често називају Пета Корњача.
- Панк Жабе (Атила, Џингис, Наполеон и Распућин): Жабљи пандани Корњача. Првобитно су искоришћени од стране Секача који их је научио борилачким вештинама не били поразили Корњаче, а онда су постали њихови пријатељи
- Ледерхед: Мутирани људолики крокодил. Често је противник Панк Жаба, а такође и помоћник Краља Пацова

## Синхронизације

### РТБ
Серија се кроз прве три сезоне од 1991. године (укупно 65 епизода) приказивала у СФР Југославији на РТБ синхронизована на српски са следећом глумачком поставом:
- Љубиша Бачић — Донатело, Сплинтер, Кранг, Бибоп
- Нада Блам — Ејприл, Ирма
- Властимир Ђуза Стојиљковић — Леонардо, Рафаело, Рокстеди
- Никола Симић — Микеланђело, Секач

ПГП РТБ издао је 7 видео касета и то од 1. до 21. епизоде.

### Квартет Амиго
Године 1994. продуцентска кућа Фирст продакшон синхронизује само 12 епизода из мешовитих сезона за потребе 6 ВХС издања. Познатије су као „Нинџа коферњаче” јер су се продавале у сету са по две касете. Издате су епизоде:
- 57 - Нестала мапа
- 61 - Секач град
- 62 - Лет, лет, мушице
- 77 - Суперхерој за један дан
- 83 - Слеш, зла корњача из димензије Х
- 105 - Корњаче и зец
- 108 - Микеланђело среће Мондо Гека
- 109 - Долази Мутагенмен
- 124 - Микеланђело света Корњача
- 125 - Планета Корњачоида 1.део
- 126 - Планета Корњачоида 2.део (1. и 2. део ове епизоде издати су спојено као двострука еп)
- 136 - Фантом из канализације

Поставу је чинила група од четири особе, познате као Квартет Амиго. Ова група остаће упамћена по раду 1990-их и  раних 2000-их, а Нинџа корњаче су њихов први рад.
Поставу су чинили:
- Небојша Буровић
- Горан Пековић
- и остатак поставе је непознат с обзиром да Татјана Станковић и Виолета Пековић нису биле део поставе.

### Призор
Од 1999. до 2001, студио Призор синхронизовао је 4—7. сезоне, које је првобитно емитовао РТВ Пинк, као и последњих 14 епизода из 3. сезоне које је првобитно радио и РТБ. Синхронизована је поново читава 1. сезона. Као финале Призор синхронизације, урађене су три епизоде из 9. сезоне (182-184).
Синхронизовано је укупно 118 епизода (1-5, 52-122, 127-161, 166-167, 169, 182-184) од чега последње 4 епизоде из тог низа нису емитоване на Пинку већ на локалним телевизијама заједно са претходних 114 епизода. Епизода 55 је од стране студија Призор синхронизована двапут. Једанпут као 21/118 епизода у Призор листи са HERO TURTLES шпицом, а други пут као 80/118 епизода у Призор листи са NINJA TURTLES шпицом. Ова друга верзија је само емитована на локалним телевизијама и објављена је на VHS издању, док је прва верзија синхронизације емитована на Пинку.
Призор поставу чинили су:
- Никола Булатовић — Донатело, Кранг
- Драгиша Милојковић - Леонардо
- Дејан Луткић — Рафаело, Барн Томпсон, Лорд Дрег
- Милан Чучиловић — Микеланђело, Вернон
- Александра Цуцић — Ејприл, Ирма, Темпрестра
- Љубиша Ристовић — Шредер
- Раде Вукотић — Сплинтер, Шредер ( у неколико епизода)
- Мина Лазаревић — Ејприл, Ирма (епизоде 169, 182-184)

У појединим епизодама 5. и 7. сезоне Шредер је имао 2 различита гласа. У последње 4 епизоде уместо Александре Цуцић, Ејприл је позајмила глас Мина Лазаревић.
ВХС издања са Призор синхронизацијом, у издању Фирст продакшона (на свакој по две епизоде):
- Леонардо против Темпестре / Донателова диплома
- Корњаче у Оријент Експресу / Шредеров нови мач
- Рафаел лудачки вози / Сплинтеров нестанак
- Донатело открива свемирску маглину / Неидентификовани летећи Леонардо
- Ејприл стиже у Холандију / Микеланђело поново среће Бубамена
- Донателови проблеми / У чему је Микеланђело добар
- Истребљивач Корњача / Велики Болдини
- Рафаело против вулкана / Претопло за руковање
- Леонардо се ослобађа / Суштинске ствари, драга моја Корњачо
- Торањ моћи / Рђа никада не спава
- Гаси се поларна светлост / Зак и освајачи свемира
- Господар Мува / Донателов клон
- Леонардо је нестао / Камење шета градом
- Ноћ борбе / Изгубљена мапа